# Alexi Laiho
Markku Uula Aleksi Laiho (Espoo, 8 de abril de 1979-Helsinki, 29 de diciembre de 2020) fue un músico, cantante, y compositor finlandés, conocido mundialmente por haber sido el fundador de la banda de death metal melódico, Children of Bodom. Fue miembro fundador, junto con Daniel Freyberg, de la banda de death metal melódico, Bodom After Midnight, donde se encargaba de tocar la guitarra solista, así como de ser el vocalista principal.
El 4 de enero de 2021 se anunció por medio de sus compañeros de grupo su fallecimiento a los 41 años de edad, por complicaciones de salud a largo plazo debido a su alcoholismo, esto dejando atrás algunas canciones grabadas con Bodom After Midnight para ser publicadas póstumamente.

## Primeros años
Alexi comenzó su carrera musical a la edad de tres años aprendiendo guitarra gracias a su padre que escuchaba discos de Dire Straits. A los cinco años aprendió a tocar el piano y a los siete años el violín. Influenciado por la música que escuchaba su hermana mayor Anne, le influenciaron bandas como Poison, Motley Crue y W.A.S.P.. Terminó de tocar instrumentos clásicos (principalmente violín) a los 11. Tras escuchar una cinta en vivo de Steve Vai y la canción "For the Love of God" (del álbum Passion and Warfare), fue la principal influencia que tuvo Alexi para comenzar su carrera como guitarrista. Una de sus principales influencias cuando comenzó a tocar la guitarra fue Helloween. Pronto comenzó a acudir a clases en el Conservatorio de Pop & Jazz para estudiar el instrumento, además del piano. El estilo que tocaba se vio influenciado por Roope Latvala de los Stone (quien muchos años después llegaría a ser su compañero de banda en Sinergy y en Children of Bodom).

### Problemas personales
Alexi declaró que a los 17 años (justo cuando Children of Bodom comenzaba a darse a conocer) sufrió fuertes depresiones:
"Estaba con la cabeza jodida. Solía cortarme y hacerme daño a mí mismo, sabiendo perfectamente lo que hacía"
Le llevaron a un hospital psiquiátrico en dos ocasiones, la primera fue para que le realizaran un lavado de estómago después de haber ingerido un puñado de pastillas y una botella de whisky, y la segunda, tras sufrir un ataque de nervios:
"Cuando desperté fue terrible: estaba aterrorizado de despertarme entre todos esos locos, de todas las edades gritando, estaban todos mucho peor que yo. Fue una manera de darme cuenta de que no tenía ni idea de como me sentía yo en comparación con esa gente".
Alexi admite que sintió presión dado que el grupo estaba empezando a tener más y más éxito, lo que le hizo considerar muchas cosas, pero que fue definitivamente lo que también lo salvo:
"La banda me estaba causando esa presión pero era lo único que me hacía seguir adelante. Ahora estoy mucho mejor".

### Influencias
Alexi cita como influencias a los guitarristas: Yngwie Malmsteen, Slash, Randy Rhoads, Roope Latvala, Steve Vai, Dave Mustaine, Kai Hansen, Michael Weikath,  Jake E. Lee, Kerry King, Timo Tolkki, James Hetfield, Scott Ian, Zakk Wylde, Dimebag Darrell, Jeff Waters, Joe Satriani, Eddie Van Halen, Mick Mars entre otros.

## Carrera musical
Después de formar parte en la banda de música experimental T.O.L.K. con unos amigos en el conservatorio, Alexi funda en 1993 la banda de death metal Inearthed junto con el baterista Jaska Raatikainen y luego el bajista Samuli Miettinen. Inearthed llegó a ser Children of Bodom para escapar de un contrato en curso y firmar uno nuevo con Spinefarm Records.
A los 16 años, Alexi deja la escuela para dedicarse completamente a Children of Bodom. En 1997 se une a Thy Serpent, pero no estuvo suficiente tiempo en banda como para grabar un álbum.
El 31 de octubre de 1997, Children of Bodom dio su primer concierto en Helsinki, como teloneros de Dimmu Borgir.
Silenoz, guitarrista de Dimmu Borgir, sobre la primera actuación de Laiho: "Podíamos oír a la banda telonera tocando desde el backstage. Sonaba como Yngwie Malmsteen en anfetaminas. Salimos corriendo a ver el espectáculo y nos quedamos con la boca abierta".
Con el lanzamiento debut de Children of Bodom Something Wild, llegó a estar en el Top 40 en el Finnish chart con el número #44.
En 1999, Alexi fue invitado a unirse a Sinergy por Kimberly Goss, como segundo guitarrista y ayudando en el teclado. En 2001, Roope Latvala se une a Sinergy, dando por resultado varias batallas de guitarra en los solos de las canciones de Sinergy.
Alexi fue músico invitado en la canción To/Die/For ("In the Heat of the Night") y en unas pocas canciones de Norther, el también fue el coproductor del debut del álbum de la banda Griffin, todo entre 2001 y 2002.
En septiembre de 2002, las guitarras de Alexi de la marca Jackson (una de ellas lleva el famoso sticker “Wildchild”, que era la guitarra con la cual apareció en todas las fotos de Children of Bodom) fueron robadas por un ladrón no identificado mientras él dormía luego de una fiesta con otros miembros de la banda después de un gran concierto. Alexi necesitaba nuevos instrumentos, pero Jackson había sido vendida a la Fender Musical Instrument Company y no podría construir una guitarra de encargo para Alexi por lo menos en un año. Guitarras ESP, llamaron a Alexi y le dijeron que podían construir un reemplazo en tres meses, entonces, él firmó con esta compañía.
Aparte de Children of Bodom, Alexi toca en otras bandas como Sinergy (donde también toca su compañero de Children of Bodom, Roope Latvala). Además, Alexi tocaba en el grupo de Black Metal Impaled Nazarene la cual dejó por falta de tiempo y solo trabajo en el álbum Nihil en 2000. Andy Luelmo fue una de las personas más influyentes en su vida, ya que por causa de la diferencia de edad a él le impresiono mucho y decidió que ella estaría ahí siempre para apoyarlo.
Actualmente, Alexi y su banda Children of Bodom gozan de gran fama en la escena metalera tanto en las ediciones de discos como en la venta de entradas para sus giras.
Alexi es considerado, junto a su compatriota Jani Liimatainen, como un referente del metal finés, debido a la prematura revelación que fueron en su tiempo tras editar su primeros discos antes de los dieciocho años
En el 2004, Alexi crea una banda punk rock llamada Kyllahulut, el cual fue creado junto con el bajista Tommi Lillman (ex-Sinergy y To/Die/For) y Vesa Jokinen (de Klamydia). La banda fue creada simplemente para el agrado de sus músicos y toma un acercamiento despreocupado de la música. La discografía de la banda incluye un Ep de 4 pistas y un álbum de 12 canciones.
La vida de Alexi estuvo dedicada completamente a la música. Durante las giras de una de sus bandas pasaba los ratos libres jugando a videojuegos, bebiendo o teniendo sexo. Su hobby son los automóviles, que aprendió a conducir con su padre a los 10 años de edad. En febrero de 2002, Alexi se casó con la cantante y líder de Sinergy, Kimberly Goss, durante una ceremonia privada en Finlandia. Antes de la boda estuvieron saliendo durante cuatro años. En 2004 se separaron.
Falleció el 29 de diciembre de 2020. Según su expareja Kimberly Goss, la causa de muerte fue una "degeneración del hígado y del tejido conectivo del páncreas inducida por el alcohol".

## Equipamiento
Sus guitarras ESP están basadas en la Jackson de Randy Rhoads, excepto que el cuerpo de la guitarra está ligeramente cortada de forma diferente a los modelos norteamericanos. Está compuesta de una sola pastilla o micrófono y con puente Floyd Rose. Alexi era conocido por usar pastillas pasivas de la marca EMG ALX con un circuito preactivado en la señal de la entrada output, a diferencia de cuando se usan las pastillas activas. Laiho usaba Audiotech Guitar Products Source Selector 1X6 rack-mount audio switchers.
Laiho además usaba cuerdas de la marca DR Strings Hi-Beam del calibre 11-50 para la afinación en Re Standard.
Para la afinación en Drop C (Bajando la sexta cuerda un tono estando en Re Standard), él usa DR Jeff Healey Signature del calibre 10-56. A lo largo de su carrera ha tenido varios modelos signature de cuerdas, sobre todo de la marca DR Strings. Además ha usado púas de la marca Jim Dunlop Jazz III.

## Afinaciones
- D Standard (Un tono abajo) (Re-Sol-Do-Fa-La-Re): Hatebreeder, Follow The Reaper, Blooddrunk (Smile Pretty For the Devil; Done With Everything, Die for Nothing; Roadkill Morning), Are You Dead Yet? (Next In Line), Relentless Reckless Forever (Not My Funeral, Cry of the Nihilist), Halo of Blood (Transference, Your Days Are Numbered, All Twisted, One Bottle and a Knee Deep), Hexed (This Road, Glass Houses)
- Drop C (Do) (Se baja la sexta cuerda un tono estando en Re Standard) (Do-Sol-Do-Fa-La-Re): Hate Crew Deathroll (Sixpounder, Angels Don't Kill), Are You Dead Yet? (excepto 1 canción), Blooddrunk (excepto 3 canciones), Relentless Reckless Forever (excepto 2 canciones), Halo of Blood (excepto 4 canciones)
- Do# Standard (un tono y medio abajo) (Do#-Fa#-Si-Mi-Sol#-Do#): Something Wild, I Worship Chaos (Hold your Tongue, Suicide Bomber)
- Drop Si (se baja la sexta cuerda un tono estando en Do# Standard) (Si-Fa#-Si-Mi-Sol#-Do#): I Worship Chaos (excepto 2 canciones), Hexed (excepto 2 canciones)

## Discografía

### Álbumes
Children of Bodom
- Something Wild - (1997)
- Hatebreeder - (1999)
- Follow the Reaper - (2000)
- Hate Crew Deathroll - (2003)
- Are You Dead Yet?  - (2005)
- Blooddrunk - (2008)
- Relentless Reckless Forever - (2011)
- Halo of Blood - (2013)
- I Worship Chaos - (2015)
- Hexed - (2019)

### Álbumes en vivo
- Tokyo Warhearts - (1999)
- Chaos Ridden Years - Stockholm Knockout Live - (2006)

### EP
- Trashed, Lost & Strungout - (2004)
- Hellhounds On My Trail - (2008)
- Skeleton In The Closet - (2009)

### Split
- Children of Bodom - (1997)
- The Carpenter - (1997)

### Singles
- Downfall - (1998)
- Hate Me! - (2000)
- You're Better off Dead! - (2002)
- Needled 24/7 - (2003)
- Trashed, Lost & Strungout - (2004)
- In Your Face - (2005)
- Bloodrunk - (2008)
- Smile Pretty For The Devil - (2008)
- Was It Worth It? - (2011)
- Shovel Knockout - (2011)
- Roundtrip To Hell and Back - (2011)

### Sinergy
- Beware the Heavens (1999)
- To Hell and Back (2000)
- Suicide By My Side (2002)

### Kylähullut
- Keisarinleikkaus (2004)
- Turpa Täynnä (2005)
- Lisää Persettä Rättipäille EP (2007)

### Inearthed
- Implosion of Heaven (1994)
- Ubiguitous Absence of Remission (1995)
- Shinning (1996)

### Impaled Nazarene
- Nihil (2000)

## Apariciones como invitado
- Warmen - Accept The Fact (2005) (en la canción Somebody's Watching Me); Japanese Hospitality (2009) (en la canción High Heels on Cobblestone); First of the Five Elements (2014) (en las canciones Suck My Attitude y Man Behind The Mask)
- Rytmihäiriö - Seitsemän Surman Siunausliitto (en la canción Pyörillä Kulkeva Kuoleman Enkeli)
- Raskaampaa Joulua (varios artistas) - en la canción Petteri Punakuono (Rudolph The Red Nosed Reindeer)
- To/Die/For - All Eternity (2000) - [solo de guitarra en "In the Heat of the Night"]
- Pain - Psalms Of Extinction (2007) [solo de guitarra en "Just Think Again"]
- Annihilator - Metal (2007) [solo de guitarra duelo con Jeff Waters on "Downright Dominate"]
- Stoner Kings - Fuck the World [solo de guitarra en "Mantric Madness"]
- Saattue - Vuoroveri [solo de guitarra en "Vapahtaja"]